# Buntu Maraja
Buntu Maraja is een bestuurslaag in het regentschap Asahan van de provincie Noord-Sumatra, Indonesië. Buntu Maraja telt 1372 inwoners (volkstelling 2010).